# Leuwayang
Leuwayang is een bestuurslaag in het regentschap Lembata van de provincie Oost-Nusa Tenggara, Indonesië. Leuwayang telt 1081 inwoners (volkstelling 2010).